# Coppa del Mondo di biathlon 1989
La Coppa del Mondo di biathlon 1989 fu la dodicesima edizione della manifestazione organizzata dall'Unione Internazionale del Pentathlon Moderno e Biathlon; ebbe inizio il 15 dicembre 1988 ad Albertville Les Saisies, in Francia, e si concluse il 18 marzo 1989 a Steinkjer, in Norvegia. Nel corso della stagione si tennero a Feistritz an der Drau i Campionati mondiali di biathlon 1989, validi anche ai fini della Coppa del Mondo, il cui calendario non contemplò dunque interruzioni.
In campo maschile furono disputate 14 gare individuali e tre prove a squadre in sette diverse località; il norvegese Eirik Kvalfoss si aggiudicò la coppa di cristallo, il trofeo assegnato al vincitore della classifica generale. Non vennero stilate classifiche di specialità; Fritz Fischer era il detentore uscente della Coppa generale.
In campo femminile furono disputate 14 gare individuali e tre a squadre in sette diverse località; la sovietica Elena Golovina si aggiudicò la coppa di cristallo. Non vennero stilate classifiche di specialità; Anne Elvebakk era la detentrice uscente della Coppa generale.

## Uomini

### Risultati
| Data                                 | Località                | Nazione        | Spec. | Primo                                                                  | Secondo                                                                             | Terzo                                                                      |
| ------------------------------------ | ----------------------- | -------------- | ----- | ---------------------------------------------------------------------- | ----------------------------------------------------------------------------------- | -------------------------------------------------------------------------- |
| 15 dicembre 1988                     | Albertville Les Saisies | Francia        | IN    | Birk Anders                                                            | Aljaksandr Papoŭ                                                                    | Frank-Peter Roetsch                                                        |
| 17 dicembre 1988                     | Albertville Les Saisies | Francia        | SP    | Frank Luck                                                             | Eirik Kvalfoss                                                                      | Birk Anders                                                                |
| 19 gennaio 1989                      | Borovec                 | Bulgaria       | IN    | Jan Matouš                                                             | Thierry Gerbier                                                                     | Eirik Kvalfoss                                                             |
| 21 gennaio 1989                      | Borovec                 | Bulgaria       | SP    | Birk Anders                                                            | Ernst Reiter                                                                        | Frank-Peter Roetsch                                                        |
| 26 gennaio 1989                      | Ruhpolding              | Germania Ovest | IN    | Sergej Bulygin                                                         | Aljaksandr Papoŭ                                                                    | Frank-Peter Roetsch                                                        |
| 28 gennaio 1989                      | Ruhpolding              | Germania Ovest | SP    | Frank-Peter Roetsch                                                    | Eirik Kvalfoss                                                                      | Aljaksandr Papoŭ                                                           |
| 29 gennaio 1989                      | Ruhpolding              | Germania Ovest | RL    | Germania Est Frank Luck André Sehmisch Frank-Peter Roetsch Birk Anders | Unione Sovietica Dmitrij Vasil'ev Sergej Čepikov Aljaksandr Papoŭ Valerij Medvedcev | Germania Ovest Alois Reiter Franz Wudy Herbert Fritzenwenger Fritz Fischer |
| Campionati mondiali di biathlon 1989 |                         |                |       |                                                                        |                                                                                     |                                                                            |
| 7 febbraio 1989                      | Feistritz an der Drau   | Austria        | IN    | Eirik Kvalfoss                                                         | Gisle Fenne                                                                         | Fritz Fischer                                                              |
| 11 febbraio 1989                     | Feistritz an der Drau   | Austria        | SP    | Frank Luck                                                             | Eirik Kvalfoss                                                                      | Jurij Kaškarov                                                             |
| 2 marzo 1989                         | Hämeenlinna             | Finlandia      | IN    | Aljaksandr Papoŭ                                                       | Eirik Kvalfoss                                                                      | Sergej Čepikov                                                             |
| 4 marzo 1989                         | Hämeenlinna             | Finlandia      | SP    | Eirik Kvalfoss                                                         | Jurij Kaškarov                                                                      | Valerij Medvedcev                                                          |
| 9 marzo 1989                         | Östersund               | Svezia         | IN    | Sergej Čepikov                                                         | Valerij Medvedcev                                                                   | Aljaksandr Papoŭ                                                           |
| 11 marzo 1989                        | Östersund               | Svezia         | SP    | Johann Passler                                                         | Lars Wiklund                                                                        | André Sehmisch                                                             |
| 16 marzo 1989                        | Steinkjer               | Norvegia       | IN    | Fritz Fischer                                                          | Aljaksandr Papoŭ                                                                    | Ernst Reiter                                                               |
| 18 marzo 1989                        | Steinkjer               | Norvegia       | SP    | Fritz Fischer                                                          | Sergej Čepikov                                                                      | Thierry Gerbier                                                            |

Legenda:

IN = individuale

SP = sprint

RL = staffetta

### Classifiche

#### Generale
| Pos. | Nome              | Nazione          | Punti |
| ---- | ----------------- | ---------------- | ----- |
| 1    | Eirik Kvalfoss    | Norvegia         | 195   |
| 2    | Aljaksandr Papoŭ  | Unione Sovietica | 184   |
| 3    | Sergej Čepikov    | Unione Sovietica | 164   |
| 4    | Birk Anders       | Germania Est     | 157   |
| 5    | Valerij Medvedcev | Unione Sovietica | 149   |

#### Individuale
| Pos. | Nome             | Nazione          | Punti |
| ---- | ---------------- | ---------------- | ----- |
| 1    | Aljaksandr Papoŭ | Unione Sovietica | 108   |
| 2    | Sergej Čepikov   | Unione Sovietica | 96    |
| 3    | Eirik Kvalfoss   | Norvegia         | 92    |
| 4    | Fritz Fischer    | Germania Ovest   | 80    |
| 5    | Birk Anders      | Germania Est     | 78    |

#### Sprint
| Pos. | Nome              | Nazione          | Punti |
| ---- | ----------------- | ---------------- | ----- |
| 1    | Eirik Kvalfoss    | Norvegia         | 103   |
| 2    | Valerij Medvedcev | Unione Sovietica | 80    |
| 3    | Birk Anders       | Germania Est     | 79    |
| 4    | Aljaksandr Papoŭ  | Unione Sovietica | 76    |
| 5    | André Sehmisch    | Germania Est     | 75    |

#### Nazioni
| Pos. | Nazione          | Punti |
| ---- | ---------------- | ----- |
| 1    | Germania Est     | 5655  |
| 2    | Unione Sovietica | 5543  |
| 3    | Germania Ovest   | 5328  |
| 4    | Italia           | 5254  |
| 5    | Austria          | 5063  |

## Donne

### Risultati
| Data                                 | Località                | Nazione        | Spec. | Prima                 | Seconda               | Terza                 |
| ------------------------------------ | ----------------------- | -------------- | ----- | --------------------- | --------------------- | --------------------- |
| 15 dicembre 1988                     | Albertville Les Saisies | Francia        | IN    | Marija Manolova       | Anne Elvebakk         | Petra Behle           |
| 17 dicembre 1988                     | Albertville Les Saisies | Francia        | SP    | Nadežda Aleksieva     | Natal'ja Prikazčikova | Cvetana Krăsteva      |
| 19 gennaio 1989                      | Borovec                 | Bulgaria       | IN    | Natal'ja Ivanova      | Elena Golovina        | Luiza Noskova         |
| 21 gennaio 1989                      | Borovec                 | Bulgaria       | SP    | Elena Golovina        | Cvetana Krăsteva      | Elin Kristiansen      |
| 26 gennaio 1989                      | Ruhpolding              | Germania Ovest | IN    | Martina Stede         | Natal'ja Prikazčikova | Elena Golovina        |
| 28 gennaio 1989                      | Ruhpolding              | Germania Ovest | SP    | Svetlana Pečërskaja   | Elena Golovina        | Marija Manolova       |
| Campionati mondiali di biathlon 1989 |                         |                |       |                       |                       |                       |
| 7 febbraio 1989                      | Feistritz an der Drau   | Austria        | IN    | Petra Behle           | Anne Elvebakk         | Svetlana Pečërskaja   |
| 11 febbraio 1989                     | Feistritz an der Drau   | Austria        | SP    | Anne Elvebakk         | Cvetana Krăsteva      | Natal'ja Prikazčikova |
| 2 marzo 1989                         | Hämeenlinna             | Finlandia      | IN    | Elena Golovina        | Svetlana Pečërskaja   | Natal'ja Prikazčikova |
| 4 marzo 1989                         | Hämeenlinna             | Finlandia      | SP    | Elena Golovina        | Natal'ja Prikazčikova | Seija Hyytiäinen      |
| 9 marzo 1989                         | Östersund               | Svezia         | IN    | Iva Karagiozova       | Cvetana Krăsteva      | Svetlana Pečërskaja   |
| 11 marzo 1989                        | Östersund               | Svezia         | SP    | Natal'ja Prikazčikova | Anne Elvebakk         | Cvetana Krăsteva      |
| 16 marzo 1989                        | Steinkjer               | Norvegia       | IN    | Martina Stede         | Mona Bollerud         | Elin Kristiansen      |
| 18 marzo 1989                        | Steinkjer               | Norvegia       | SP    | Anne Elvebakk         | Svetlana Pečërskaja   | Synnøve Thoresen      |

Legenda:

IN = individuale

SP = sprint

### Classifiche

#### Generale
| Pos. | Nome                  | Nazione          | Punti |
| ---- | --------------------- | ---------------- | ----- |
| 1    | Elena Golovina        | Unione Sovietica | 210   |
| 2    | Natal'ja Prikazčikova | Unione Sovietica | 187   |
| 3    | Svetlana Pečërskaja   | Unione Sovietica | 185   |
| 4    | Cvetana Krăsteva      | Bulgaria         | 176   |
| 5    | Anne Elvebakk         | Norvegia         | 165   |

#### Individuale
| Pos. | Nome                | Nazione          | Punti |
| ---- | ------------------- | ---------------- | ----- |
| 1    | Elena Golovina      | Unione Sovietica | 102   |
| 2    | Svetlana Pečërskaja | Unione Sovietica | 92    |
| 3    | Mona Bollerud       | Template:88      | 89    |
| 4    | Elin Kristiansen    | Norvegia         | 86    |
| 5    | Marija Manolova     | Bulgaria         | 84    |

#### Sprint
| Pos. | Nome                  | Nazione          | Punti |
| ---- | --------------------- | ---------------- | ----- |
| 1    | Elena Golovina        | Unione Sovietica | 108   |
| 2    | Natal'ja Prikazčikova | Unione Sovietica | 104   |
| 3    | Svetlana Pečërskaja   | Unione Sovietica | 93    |
| 3    | Cvetana Krăsteva      | Bulgaria         | 93    |
| 5    | Anne Elvebakk         | Germania Est     | 92    |

#### Nazioni
| Pos. | Nazione          | Punti |
| ---- | ---------------- | ----- |
| 1    | Unione Sovietica | 6004  |
| 2    | Bulgaria         | 5231  |
| 3    | Norvegia         | 5228  |
| 4    | Finlandia        | 4980  |
| 5    | Germania Ovest   | 4761  |

## A squadre uomini
| Data            | Località   | Nazione        | Spec. | Primo                                                                             | Secondo                                                                             | Terzo                                                                      |
| --------------- | ---------- | -------------- | ----- | --------------------------------------------------------------------------------- | ----------------------------------------------------------------------------------- | -------------------------------------------------------------------------- |
| 22 gennaio 1989 | Borovec    | Bulgaria       | RL    | Germania Ovest Ernst Reiter Alois Reiter Herbert Frizenwenger Fritz Fischer       | Germania Est Frank Luck André Sehmisch Birk Anders Frank-Peter Roesch               | Cecoslovacchia Tomáš Kos Martin Rypl Jan Matouš Jiři Holubec               |
| 29 gennaio 1989 | Ruhpolding | Germania Ovest | RL    | Germania Est Frank Luck André Sehmisch Frank-Peter Roetsch Birk Anders            | Unione Sovietica Dmitrij Vasil'ev Sergej Čepikov Aljaksandr Papoŭ Valerij Medvedcev | Germania Ovest Ernst Reiter Franz Wudy Herbert Fritzenwenger Fritz Fischer |
| 12 marzo 1989   | Östersund  | Svezia         | RL    | Unione Sovietica Jurij Kaškarov Sergej Čepikov Aljaksandr Papoŭ Valerij Medvedcev | Norvegia Geir Einang Frode Løberg Gisle Fenne Eirik Kvalfoss                        | Germania Est Frank Luck André Sehmisch Raik Dittrich Birk Anders           |

Legenda:

RL = staffetta 4x7,5 km

## A squadre donne
| Data            | Località   | Nazione        | Spec. | Primo                                                                     | Secondo                                                  | Terzo                                                                       |
| --------------- | ---------- | -------------- | ----- | ------------------------------------------------------------------------- | -------------------------------------------------------- | --------------------------------------------------------------------------- |
| 22 gennaio 1989 | Borovec    | Bulgaria       | RL    | Germania Est Martina Stede Dorina Pieper petra Schaaf                     | Norvegia Synnøve Thoresen Elin Kristiansen Anne Elvebakk | Unione Sovietica Natal'ja Prikazčikova Tat'jana šaramčevskaja Anna Kuz'mina |
| 29 gennaio 1989 | Ruhpolding | Germania Ovest | RL    | Unione Sovietica Natal'ja Prikazčikova Svetlana Pečërskaja Elena Golovina | Finlandia Tuija Vuoksiala Pirjo Mattila Seija Hyytiäinen | Bulgaria Cvetana Krašteva Nadežda Aleksieva Marija Manolova                 |
| 12 marzo 1990   | Östersund  | Svezia         | RL    | Unione Sovietica Natal'ja Prikazčikova Elena Golovina Svetlana Pečërskaja | Bulgaria Cvetana Krašteva Iva Škodreva Nadežda Aleksieva | Norvegia Synnøve Thoresen Elin Kristiansen Anne Elvebakk                    |

Legenda:

RL = staffetta 3x6 km